# Atletes Individuals Neutrals als Jocs Olímpics de París 2024
Atletes Individuals Neutrals és el nom que s'utilitza per representar atletes individuals russos i belarussos aprovats als Jocs Olímpics d'estiu de 2024, després que el Comitè Olímpic Internacional (COI) va prohibir les designacions anteriors d'aquestes nacions a causa de la invasió russa d'Ucraïna el 2022, que encara estava en curs el 2024. El codi del país del COI és AIN, pel nom francès Athlètes Individuels Neutres.
A la delegació se li prohibeix l'ús de la bandera olímpica neutral i l'himne olímpic, i en comptes d'això utilitzarà una bandera amb un emblema circular de l'AIN i un himne instrumental únic, tots dos assignats pel COI. Els atletes neutrals individuals han de ser revisats primer els antecedents i després aprovats per la federació internacional de cada esport, i després per un panel especial creat pel COI. Com a atletes individuals, la delegació no participarà en la desfilada de les nacions durant la cerimònia d'obertura, ni figurarà com a delegació a les taules oficials de medalles.
Mentre que la bandera utilitza la paraula en singular "esportista neutral individual", el COI utilitza les paraules en plural "esportistes neutrals individuals".

## Rerefons

L'"esborrany" de l'emblema de la bandera AIN assignat pel COI el 8 de desembre de 2023. Es va proposar que la bandera provisional fos blanca amb l'emblema.

### Cronologia
Després de la invasió russa d'Ucraïna el 24 de febrer de 2022, el COI va expulsar Rússia i Belarús i va recomanar que altres organitzadors esportives internacionals fessin el mateix el 28 de febrer de 2022. En conseqüència, els atletes russos i belarussos van ser prohibits als Jocs Paralímpics d'Hivern de 2022.
El 25 de gener de 2023, el COI va publicar una declaració que recolzava la idea que els atletes russos i belarussos poguessin competir com a neutrals, sempre que no haguessin donat suport "activament" a la guerra. Es prohibia l'ús de les banderes i himnes nacionals, l'ús dels colors identificatius d'ambdós països, així com els noms de Rúsia o Belarús, dels seus CONs o les designacions alternatives utilitzades per Rússia el 2018 i el 2020. El 28 de març de 2023, el COI va introduir el nom AIN i va reduir els requisits als atletes individuals, prohibint la competició de qualsevol equip d'atletes russos i belarussos. Per als esdeveniments organitzats per federacions internacionals diferents del COI, l'organisme va recomanar no utilitzar cap bandera (o si no era possible, la bandera de l'esdeveniment, la bandera de la FI o les lletres "AIN") i l'himne de l'esdeveniment o l'himne de la FI. Les federacions que no tenien el francès com a llengua oficial també utilitzaven el nom AIN. El COI també va donar 5 milions de dòlars al Comitè Olímpic Nacional d'Ucraïna.
El 22 de setembre de 2023, l'Agència Mundial Antidopatge (AMA) va prohibir la bandera i l'himne rus dels esdeveniments esportius internacionals per segona vegada a causa de la legislació russa i de l'incompliment de l'agència antidopatge rusa del Codi Mundial Antidopatge, superposant-se a la prohibició de la treva olímpica. L'AMA va anunciar que la prohibició no s'aixecaria fins que "les inconformitats relacionades amb la legislació nacional no es corregissin completament".
El 12 d'octubre de 2023, el COI va suspendre el Comitè Olímpic Rus fins a nou avís, superposant-se a les altres dues prohibicions, a causa de la seva violació de la Carta Olímpica a causa de l'annexió dels Consells Olímpics de Kherson, Zaporizhzhia, Donetsk i Luhansk al Comitè Olímpic rus; en el moment de la seva violació de la Carta Olímpica, el president del Comitè Olímpic de Rússia, Stanislav Pozdnyakov, va dir: "No veig cap dificultat aquí". El Comitè Olímpic Rus va respondre a la seva suspensió dient que el COI no havia emès una suspensió similar després que el Comitè Olímpic Rus va annexionar una entitat esportiva a Crimea el 2014, a la qual el president del COI, Thomas Bach va comentar: "Aquest argument era una mica: 'Per què no ens vau sancionar abans?".
El 8 de desembre de 2023, el COI va publicar una versió "esborrany" de la bandera AIN que representava un emblema incolor sobre un fons blanc, i va declarar que decidiria un himne neutral diferent en una data posterior. El COI també va declarar oficialment que la designació AIN s'aplicaria als Jocs de París 2024 i que les taules de medalles oficials exclourien l'AIN.
El 19 de març de 2024, el COI va actualitzar la bandera de l'AIN amb un text i un fons verd clar, i va publicar un himne instrumental "produït únicament per a aquest propòsit". El COI també va declarar que, com a atletes independents, l'AIN no participaria com a delegació durant la desfilada de les nacions a la cerimònia d'obertura, però que els atletes encara tindrien "l'oportunitat de viure l'esdeveniment".

## Competidors
A París 2024, l'AIN va estar formada per 32 competidors de les nacions següents:
- Belarús: 17 competidors
- Rússia: 15 competidors

A continuació es mostra una llista del nombre de competidors que representen els atletes neutrals individuals que van participar als Jocs:
| Esport       | Homes   | Homes  | Dones   | Dones  | Total |
| Esport       | Belarús | Rússia | Belarús | Rússia | Total |
| ------------ | ------- | ------ | ------- | ------ | ----- |
| Piragüisme   | 1       | 2      | 1       | 1      | 5     |
| Ciclisme     | 0       | 1      | 1       | 2      | 4     |
| Gimnàstica   | 1       | 0      | 1       | 1      | 3     |
| Rem          | 1       | 0      | 1       | 0      | 2     |
| Tir olímpic  | 0       | 0      | 2       | 0      | 2     |
| Natació      | 1       | 1      | 2       | 0      | 4     |
| Taekwondo    | 1       | 0      | 0       | 0      | 1     |
| Tennis       | 0       | 3      | 0       | 4      | 7     |
| Halterofília | 1       | 0      | 1       | 0      | 2     |
| Lluita       | 2       | 0      | 0       | 0      | 2     |
| Total        | 8       | 7      | 9       | 8      | 32    |

## Resum de medalles
| Esport       | Or | Argent | Bronze | Total |
| ------------ | -- | ------ | ------ | ----- |
| Gimnàstica   | 1  | 1      | 0      | 2     |
| Rem          | 0  | 1      | 0      | 1     |
| Tennis       | 0  | 1      | 0      | 1     |
| Halterofília | 0  | 0      | 1      | 1     |
| Total        | 1  | 3      | 1      | 5     |

### Medallistes
| Medalla | Nom                           | Nacionalitat | Esport       | Esdeveniment              | Data     |
| ------- | ----------------------------- | ------------ | ------------ | ------------------------- | -------- |
| 1       | Ivan Litvinovitx              | Belarús      | Gimnàstica   | Trampolí (homes)          | 2 agost  |
| 2       | Viialeta Bardzilouskaia       | Belarussa    | Gimnàstica   | Trampolí (dones)          | 2 agost  |
| 2       | Yauheni Zalaty                | Belarús      | Rem          | Esquif individual masculí | 3 agost  |
| 2       | Mirra Andreeva Diana Shnaider | Russa        | Tennis       | Dobles femenins           | 4 agost  |
| 3       | Yauheni Tsikhantsou           | Belarús      | Halterofília | 102 kg Masculí            | 10 agost |